# Cladosporium

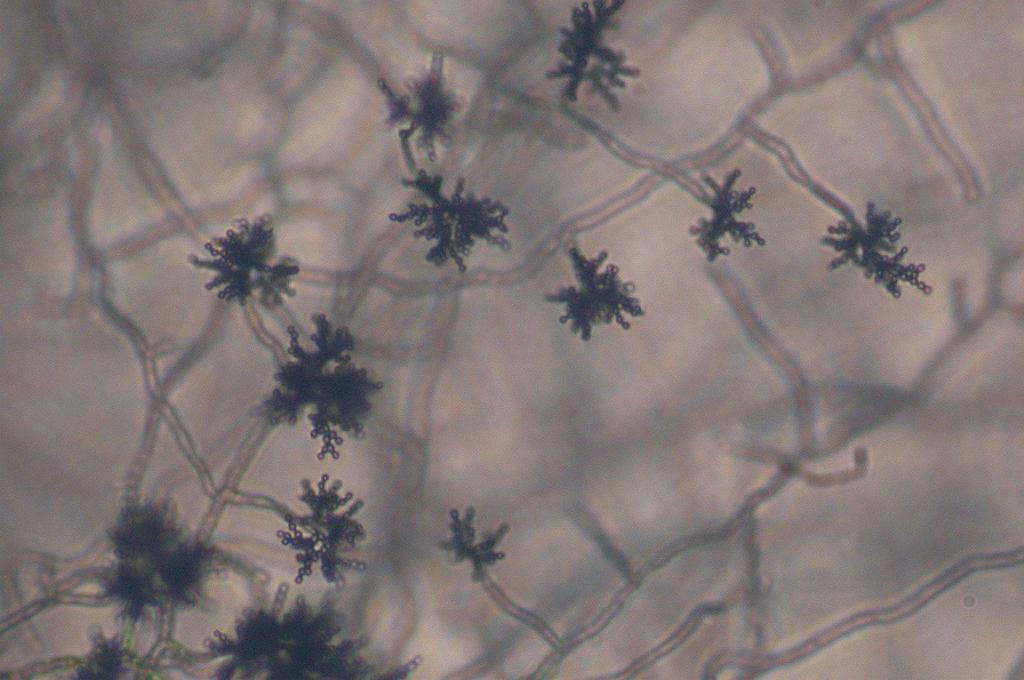
Mikroskopowe zdjęcie strzępek i zarodników Cladosporium

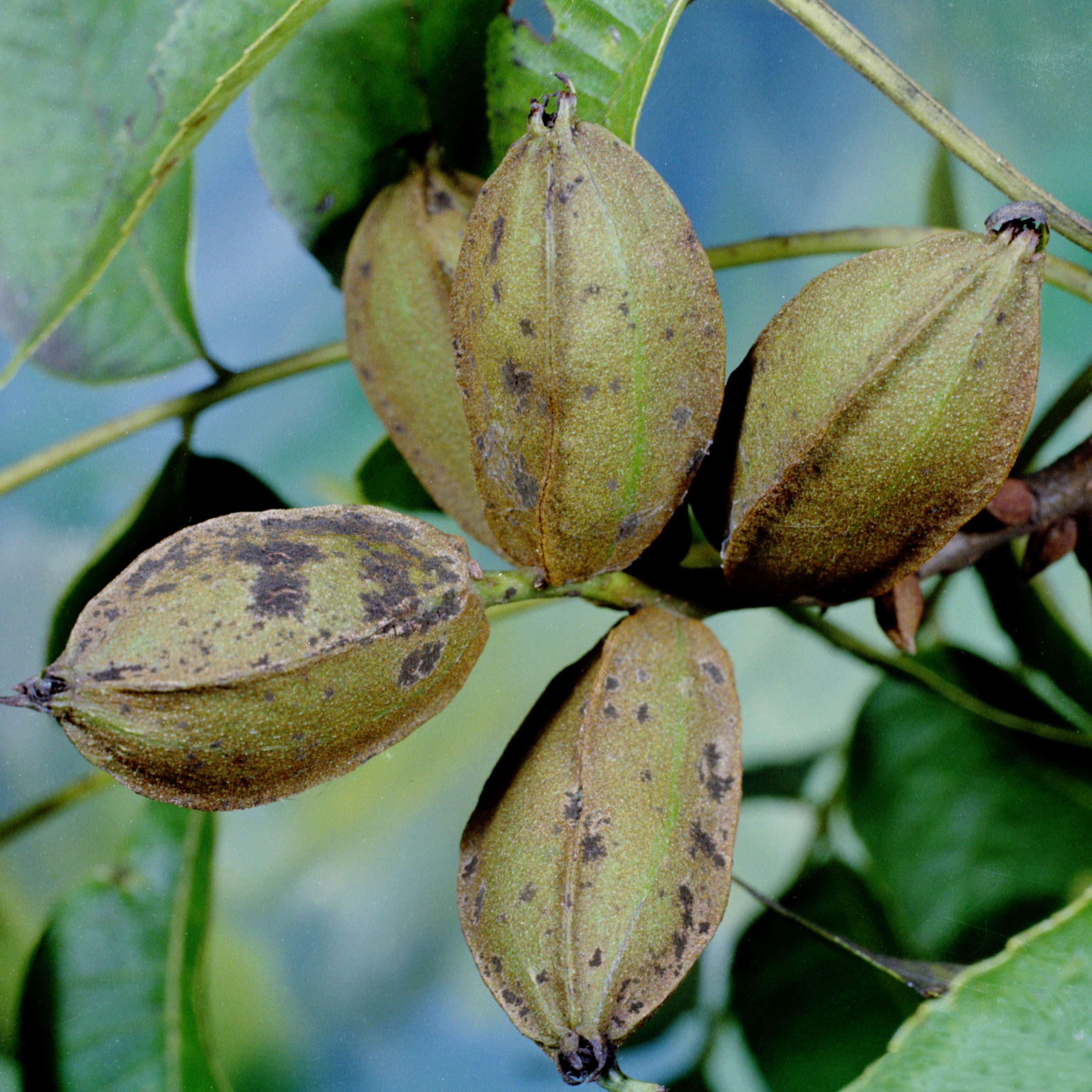
Grzybnia Cladosporium caryigenum na orzeszniku jadalnym

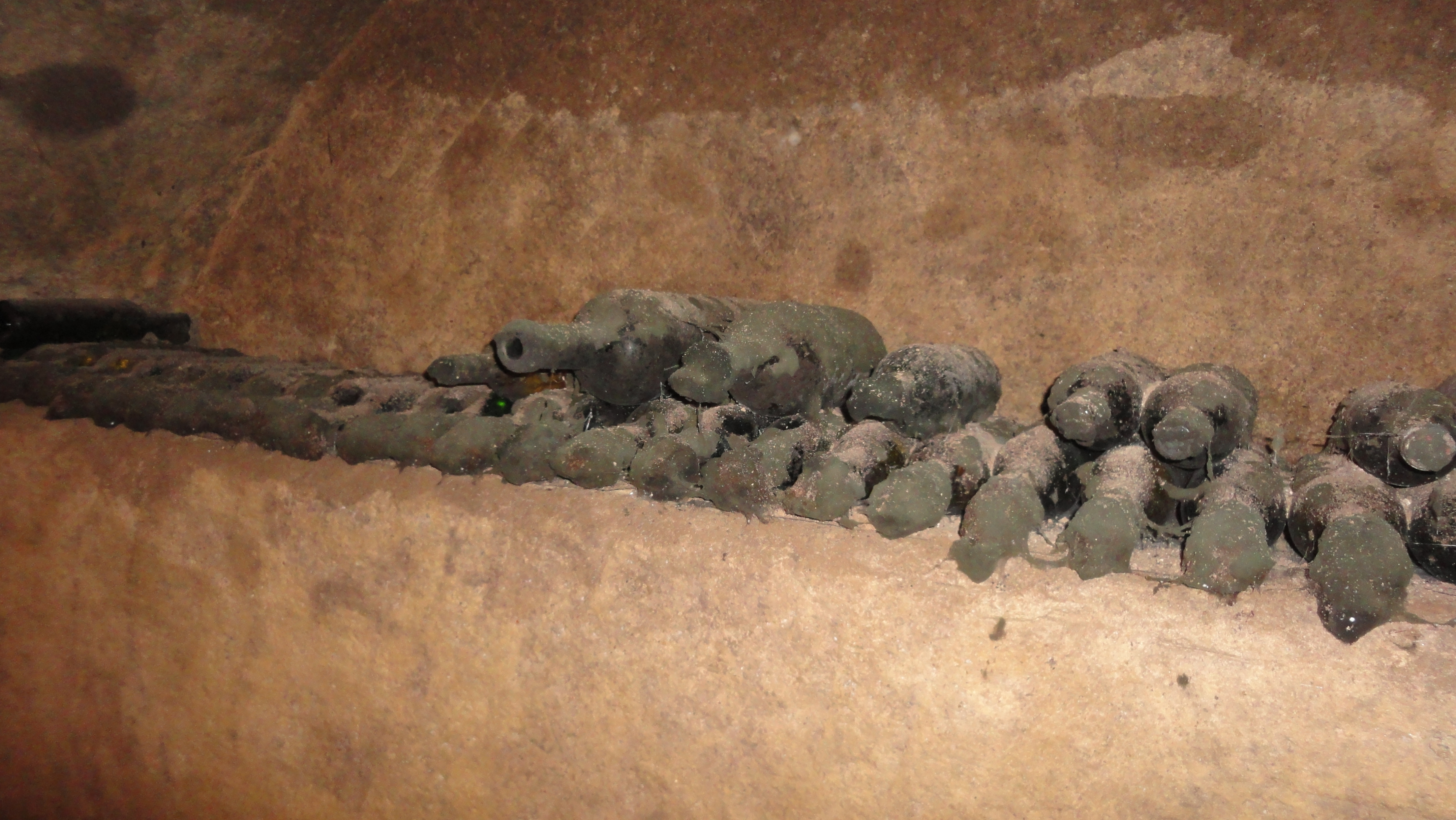
Grzybnia Cladosporium na butelkach wina w winiarni

Cladosporium Link – liczący kilkaset gatunków rodzaj grzybów z klasy Dothideomycetes. Są to grzyby mikroskopijne, szeroko rozprzestrzenione na świecie i występujące w różnych strefach klimatycznych. Większość gatunków to saprotrofy rozwijające się na obumarłych roślinach, grzybach i innych odpadach organicznych, niektóre jednak są pasożytami roślin.

## Morfologia
Strzępki czasami tworzą stromatyczne zespoły. Wyrastają z nich pojedynczo lub w pęczkach, proste lub powyginane, zazwyczaj nierozgałęzione kilkukomórkowe konidiofory o powierzchni gładkiej lub brodawkowanej. Mają oliwkowobrunatną barwę i wyraźnie odróżniają się od jasnobrunatnych strzępek. Komórki konidiotwórcze wyrastają na szczycie trzonka, lub na jego przebiegu, i są z nim złączone. Posiadają jeden tylko punkt konidiotwórczy, wyrastające z niego konidium staje się komórką konidiotwórczą dla następnego konidium. Dzięki temu powstają nierozgałęzione lub akropetalnie rozgałęzione łańcuszki konidiów. W punktach konidiotwórczych występują wyraźne ciemne blizny otoczone obręczą. Konidia mają barwę od jasnobrunatnej do brunatnej, zazwyczaj są jedno-, lub dwukomórkowe, ale zdarzają się trzy- i czterokomórkowe. W obrębie gatunku wielkość konidiów jest zróżnicowana. Małe konidia zazwyczaj są jednokomórkowe i mają kształt od niemal kulistego przez owalny i elipsoidalny do niemal cylindrycznego. Duże konidia są kilkukomórkowe i mają kształt elipsoidalny, prawie cylindryczny lub wrzecionowaty. Powierzchnia gładka lub brodawkowana.

## Znaczenie
Cladosporium jako czynnik alergenny
Zarodniki wielu gatunków Cladosporium występują w powietrzu, zarówno na zewnątrz pomieszczeń, jak i w mieszkaniach. Przez wiatr są roznoszone na bardzo duże odległości. Obok pyłków roślin zarodniki Cladosporium i Alternaria należą do najważniejszych alergenów wywołujących u ludzi uczulenia (alergie), przy czym zarodników Cladosporium jest w powietrzu zazwyczaj więcej niż zarodników Alternaria. W Polsce największy szczyt zarodnikowania Cladosporium przypada na miesiące od maja do sierpnia. Szczególnie intensywne zarodnikowanie Cladosporium następuje, gdy po okresie ciepłym, ale deszczowym, następują dni pogodne, suche i wietrzne. Grzybnia Cladosporium dobrze rozwija się w pomieszczeniach źle wentylowanych i wilgotnych – w piwnicach, kuchniach, łazienkach, sklepach antykwarycznych, pomieszczeniach archiwów i bibliotek. Ich rozwojowi sprzyja obecność w pomieszczeniach roślin doniczkowych, ptaków i dużych ilości kurzu domowego.
Zarodniki Cladosporium dostając się wraz z wdychanym powietrzem do dróg oddechowych mogą spowodować alergię wziewną. Ponieważ są mniejsze od ziarn pyłku, wnikają do dróg oddechowych łatwiej i głębiej. Mogą powodować alergię zarówno górnych, jak i dolnych dróg oddechowych. Nie wytwarzają groźnych mykotoksyn, ale wydzielają lotne substancje zapachowe.
Cladosporium jako nadpasożyty
Niektóre gatunki Cladosporium są nadpasożytami – rozwijają się na pasożytniczych grzybach należących do rdzowców, mączniakowców i innych. Zasiedlają ich grzybnię i niszczą wytwarzane przez nie zarodniki. Mogą być wykorzystane do biologicznego zwalczania groźnych grzybowych chorób roślin wywoływanych przez te grzyby.

## Systematyka i nazewnictwo
Pozycja w klasyfikacji według Index Fungorum: Cladosporiaceae, Capnodiales, Dothideomycetidae, Dothideomycetes, Pezizomycotina, Ascomycota, Fungi.
Synonimy: Acrosporella Riedl & Ershad, Azosma Corda, Didymotrichum Bonord., Heterosporium Klotzsch ex Cooke, Hormodendrum Bonord., Mydonosporium Corda, Myxocladium Corda, Polyrhizium Giard, Spadicesporium V.N. Boriss. & Dvoïnos, Sporocladium Chevall.
Na początku XXI wieku przeprowadzono szereg badań nad gatunkami z rodzaju Cladosporium, które spowodowały duże zmiany w taksonomii tego rodzaju. Liczne gatunki okazały się anamorfami innych rodzajów: Passalora, Pseudocercospora, Stenella i Zasmidium, jednocześnie opisano nowe gatunki Cladosporium.

## Niektóre gatunki występujące w Polsce
- Cladosporium aecidiicola Thüm. 1876
- Cladosporium allii (Ellis & G. Martin) P.M. Kirk & J.G. Crompton 1984
- Cladosporium allii-cepae (Ranoj.) M.B. Ellis 1976
- Cladosporium allicinum (Fr.) Bensch, U. Braun & Crous 2012
- Cladosporium aphidis Thüm. 1877
- Cladosporium cladosporioides (Fresen.) G.A. de Vries 1952
- Cladosporium cucumerinum Ellis & Arthur 1889
- Cladosporium elegans Penz., Michelia 2(no. 8): 471 (1882)
- Cladosporium epimyces Cooke 1888
- Cladosporium epiphyllum (Pers.) Nees 1816
- Cladosporium exobasidii Jaap 1907
- Cladosporium fuligineum Bonord. 1864
- Cladosporium fumago Link 1824
- Cladosporium galii Mułenko, K. Schub. & M. Kozłowska 2004
- Cladosporium herbarum (Pers.) Link 1816
- Cladosporium iridis (Fautrey & Roum.) G.A. de Vries 1952
- Cladosporium macrocarpum Preuss 1848
- Cladosporium oxysporum Berk. & M.A. Curtis 1868
- Cladosporium phlei (C.T. Greg.) G.A. de Vries 1952
- Cladosporium phyllophilum McAlpine 1896
- Cladosporium soldanellae Jaap 1907
- Cladosporium sphaerospermum Penz. 1882
- Cladosporium subsessile Ellis & Barthol. 1896
- Cladosporium syringae (Oudem.) Montem. 1915
- Cladosporium tenuissimum Cooke 1878
- Cladosporium typharum Desm. 1834
- Cladosporium uredinicola Speg. 1912
- Cladosporium variabile (Cooke) G.A. de Vries 1952

Nazwy naukowe na podstawie Index Fungorum. Wykaz gatunków według Mułenki i in. Uwzględniono tylko taksony zweryfikowane przez Index Fungorum.